# BMW R 66
BMW R 66 – produkowany od 1938 do 1941 roku dwucylindrowy (bokser) motocykl firmy BMW. Pojawił się wraz z całą nową linią zaprezentowaną w tym samym czasie: R 61, R 51 i R 71. Sprzedano 1669 egzemplarzy w cenie 1695 Reichsmarek. Był to sztandarowy i najszybszy model BMW okresu przedwojennego. Po zakończeniu produkcji motocykli cywilnych w 1941 roku BMW produkowało wyłącznie modele R 12 i R 75 na potrzeby armii.

## Konstrukcja
Dwucylindrowy silnik górnozaworowy w układzie bokser o mocy 30 KM wbudowany wzdłużnie zasilany 2 gaźnikami AMAL 6/420 S. Suche sprzęgło jednotarczowe połączone z 4-biegową, nożnie sterowaną skrzynią biegów. Oprócz nożnej dźwigni zmiany biegów można było zamówić dźwignię ręczną. Napęd koła tylnego wałem Kardana. Rama ze spawanych elektrycznie rur stalowych z suwakowym zawieszeniem tylnego koła z teleskopami. Przednie zawieszenie to widelec teleskopowy z tłumieniem olejowym. Z przodu i tyłu zastosowano hamulce bębnowe o średnicy 200 mm. Prędkość maksymalna 145 km/h.